# Kleinschwand
Kleinschwand ist ein Gemeindeteil des Marktes Tännesberg und eine Gemarkung im Landkreis Neustadt an der Waldnaab in der Oberpfalz.

## Lage
Das Kirchdorf liegt etwa vier Kilometer vom Hauptort Tännesberg entfernt am Kainzbach.

## Geschichte
Der Ort stammt aus einer Rodung im 11. Jahrhundert. 1821 wohnten im Ort 60 Familien. Im Jahr 1875 wurde die Freiwillige Feuerwehr gegründet. Damals gehörte Kleinschwand zum königlichen Bezirksamt Vohenstrauß und es lebten 262 Einwohner in der Gemeinde. Die nur aus dem Ort Kleinschwand bestehende Gemeinde hatte 1925 eine Fläche von etwa 655 Hektar und 248 Einwohner. Die höchste Einwohnerzahl hatte die Gemeinde im Jahr 1946 mit 445 Einwohnern. Aus der Gemeinde Woppenrieth wurde 1946 der Gemeindeteil Voitsberg eingegliedert. 1964 hatte die Gemeinde eine Fläche von 744 Hektar.
Am 1. Januar 1972 wurde die Gemeinde Kleinschwand, im Zuge der Gemeindegebietsreform aufgelöst und kam zum Markt Tännesberg.

## Sonstiges
- Bis 1993 hatte der Ort die Postleitzahl 8481.
- Im Ort gibt es die katholische Kirche St. Maria.
- Neben der Freiwilligen Feuerwehr gibt es im Ort noch den Kriegerverein.